# Университет Марии Склодовской-Кюри
Университет Марии Склодовской-Кюри (пол. Uniwersytet Marii Curie-Skłodowskiej w Lublinie) — одно из крупнейших государственных высших учебных заведений Польши, основан в 1944 году как конкуренция для Люблинского католического университета.
Организатором и первым ректором был доцент Генрих Раабе.
В составе Университета 10 факультетов.

## Ректоры университета
Ректоры Университета Марии Склодовской-Кюри с момента образования в 1944 году по настоящее время:
- Генрих Раабе: 1944—1948
- Тадеуш Келяновский: 1948—1950
- Богдан Добжаньский: 1952—1955
- Анджей Бурда: 1955—1957
- Адам Пашевский: 1957—1959
- Гжегож Л. Зейдлер: 1959—1969
- Збигнев Лоркевич: 1969—1972
- Веслав Скжидло: 1972—1981
- Тадеуш Башиньский: 1981—1982
- Юзеф Шиманьский: 1982—1984
- Станислав Узяк: 1984—1987
- Здислав Цацковский: 1987—1990
- Эугениуш Гонсёр: 1990—1993
- Казимеж Гёбель: 1993—1999
- Мариан Гарасимюк: 1999—2005
- Веслав А. Каминьский: 2005—2008
- Анджей Домбровский: 2008—2012
- Станислав Михаловский: 2012—настоящее время.

## Известные преподаватели и выпускники
- С. Бак (1887—1970) — учёный, агрометеоролог, мелиоратор, гидротехник, доктор Honoris causa Вроцлавского природоведческого университета.
- Р. Высоцкий — историк.
- Ю. Секула (род. 1951) — полицейский, профсоюзный и общественный деятель.
- Т. Томашевский (1910—2000) — учёный-психолог, создатель теории действия, профессор, доктор Honoris causa Университета Марии Кюри-Склодовской.

## Фотогалерея

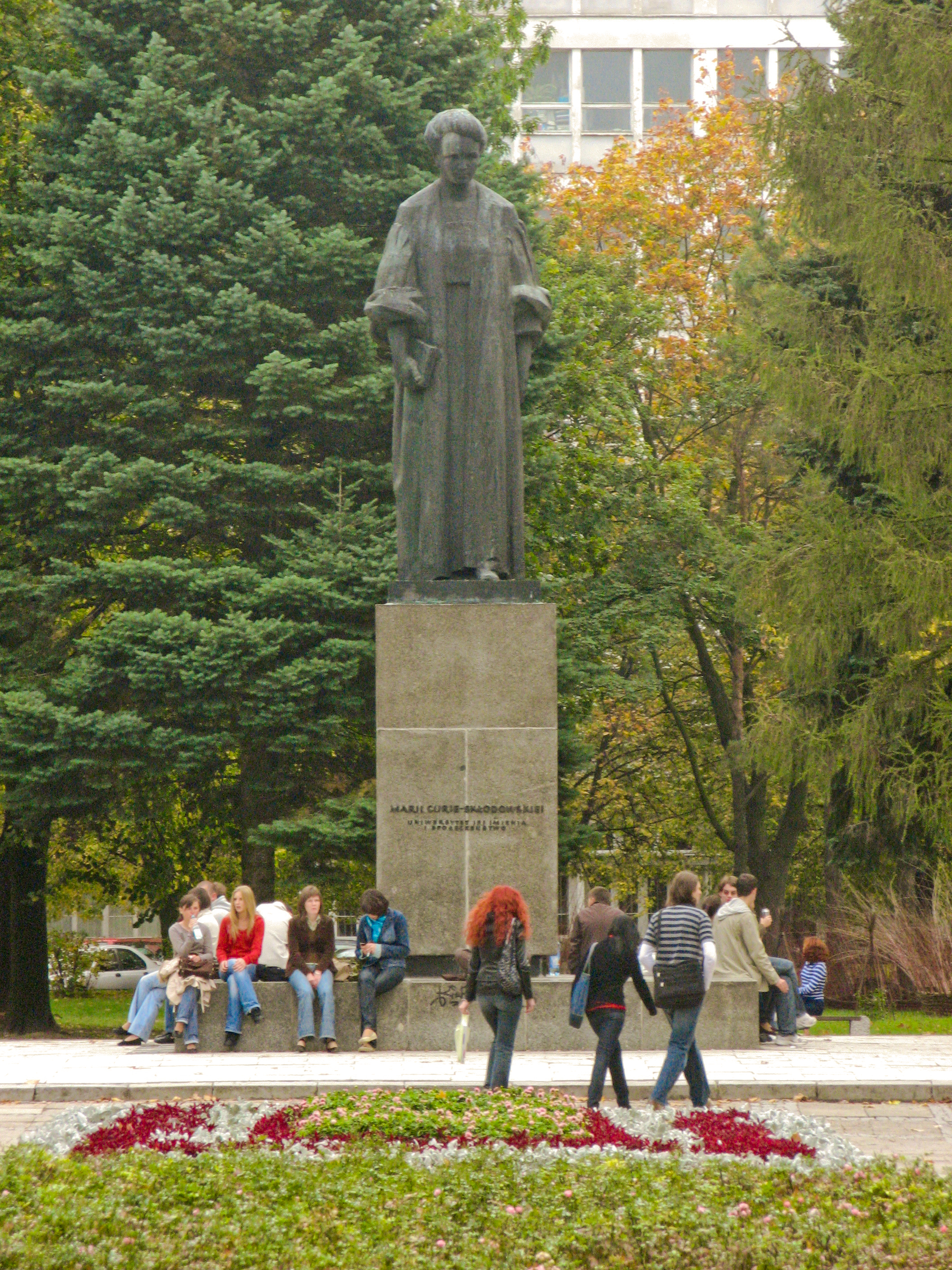
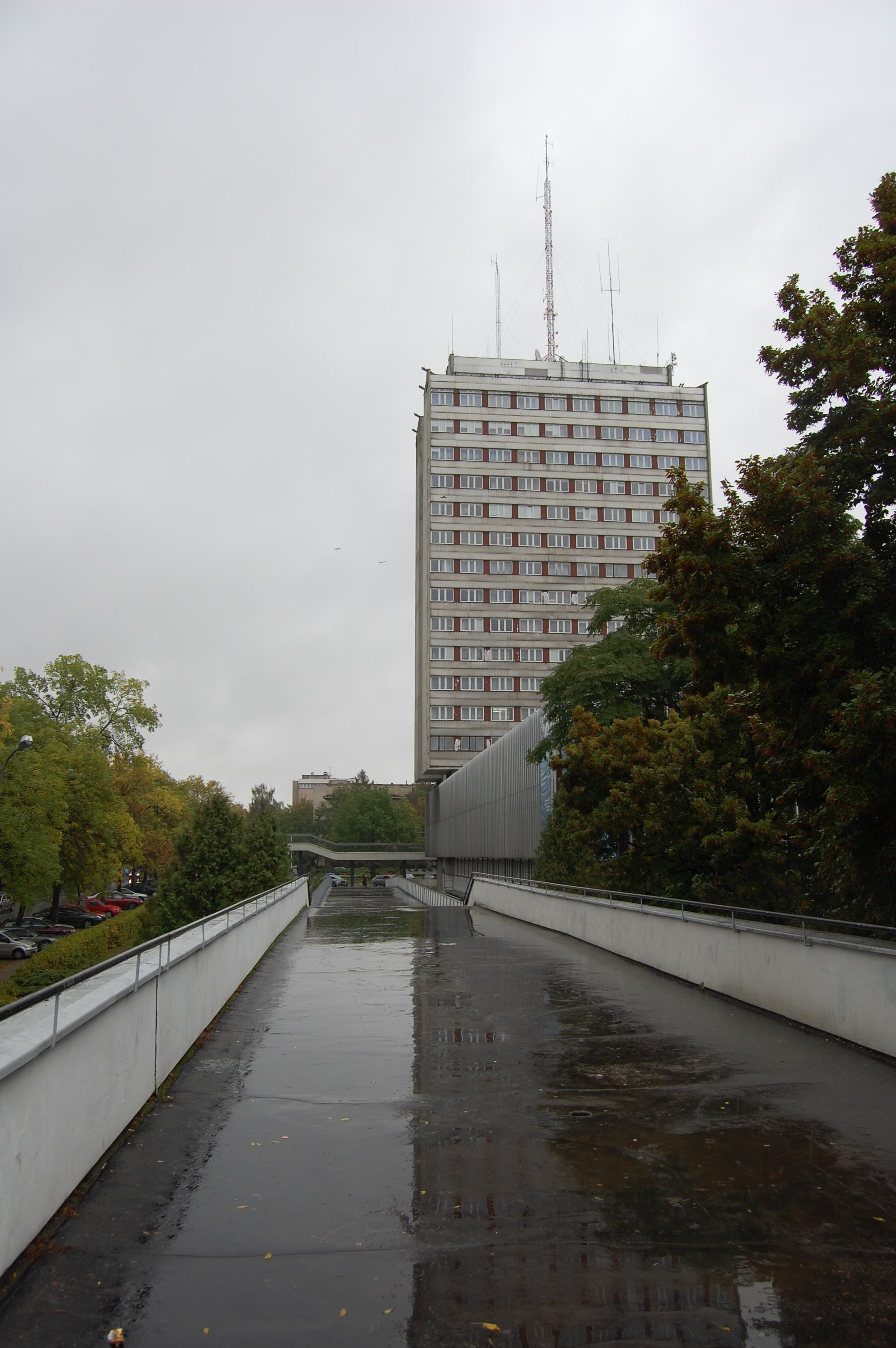
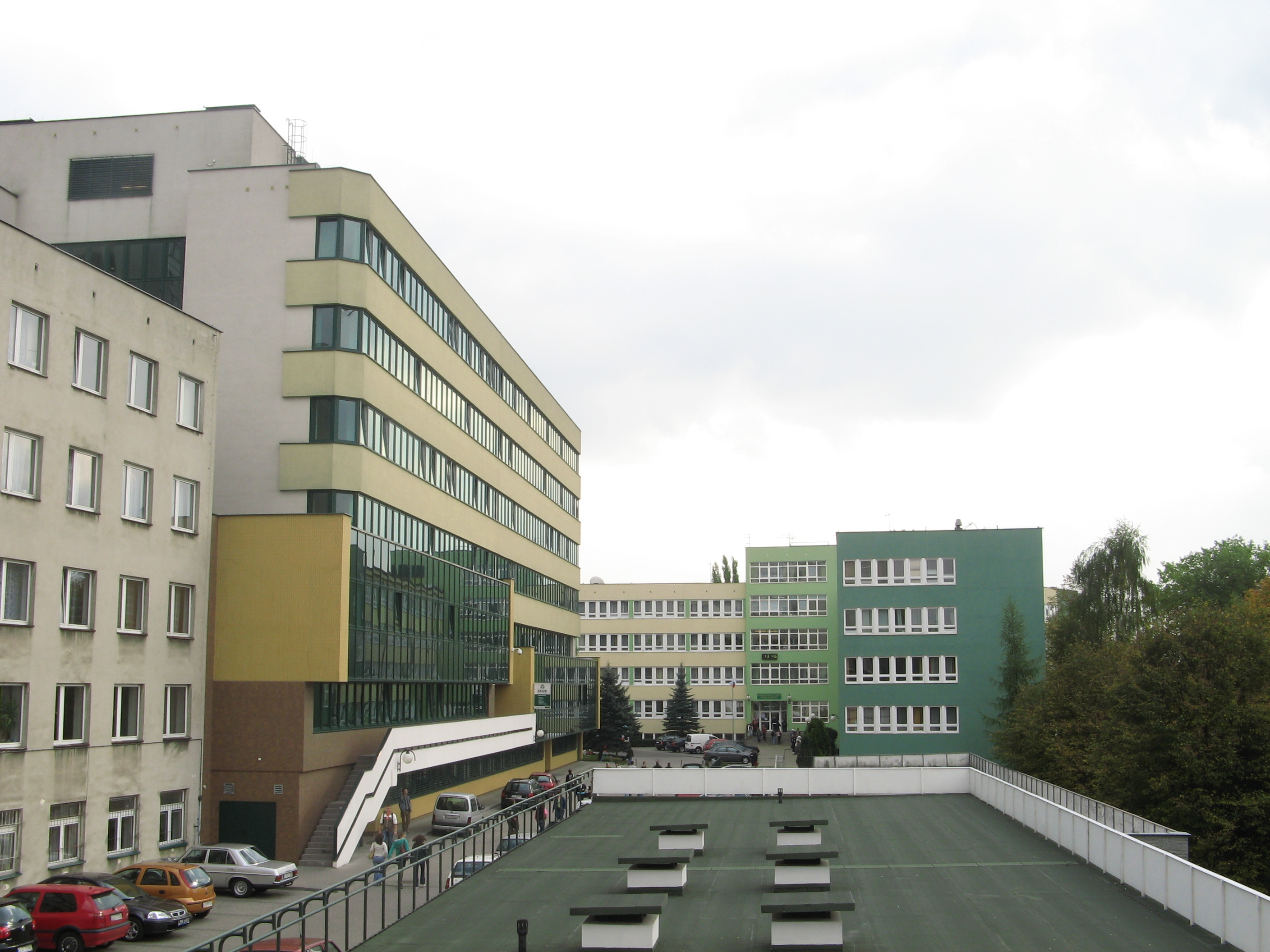